# ويليام جي. كيتينغ
ويليام جي. كيتينغ هو قاضي وشخصية أعمال ومحامي وناشر وسياسي أمريكي، ولد في 30 مارس 1927 في سينسيناتي في الولايات المتحدة، وتوفي في 20 مايو 2020. نشط حزبياً في الحزب الجمهوري. وقد انتخب عضو مجلس النواب الأمريكي ‏.